# Дас, Аджит
Аджит Дас (ория ଅଜିତ ଦାସ; 20 января 1949, Каранджия, Одиша — 13 сентября 2020, Бхубанешвар) — индийский актёр, снимавшийся в фильмах на языке ория.

## Биография
Родился 20 января 1949 года в городе Каранджия округа Маюрбхандж.
В 1975 году окончил Национальную школу драмы, а в 1976 возглавил драматический факультет Уткал Сангит Махавидьялайя в Бхубанешваре.
Начал свою карьеру в кино с отрицательной роли в исторической драме Sindura Bindu (1976).
После нескольких ролей в серых тонах он сыграл главную роль в Punar Milana (1977), ремейке болливудского фильма Choti Behen.
В 1980-х годах продолжил появляться на экране в качестве главного героя в таких фильмах как Megha Mukti (1980), Bata Abata (1980), Devajani (1981) и Ashara Akasha (1983).
В 1985 году Дас получил высокую оценку кинокритиков и Кинопремию штата Орисса за лучшую мужскую роль, сыграв главного героя в фильме Hakim Babu режиссёра Пранаба Даса. Ранее актёр снялся в главной роли в дебютном фильме режиссёра Sesha Pratikhya. 
Другой его знаковой работой был фильм Tundabaida, вышедший в 1987 году.
В начале 1990-х годов актёр начал играть характерные роли, чтобы больше времени уделять театральным постановкам.
В этот период он снялся в таких фильмах как Maa (1992), Nandini I Love U (2008) и Kebe Tume Nahan Kebe Mu Nahin (2012).
Его последней киноработой стал фильм Ishq Puni Thare, вышедший в сентябре 2018 года.
1 сентября 2020 года, после с положительного теста на COVID-19, Дас был помещён в частную больницу Бхубанешвара, где он скончался спустя две недели.
У него остались жена Майя и три дочери.